# Edwin García
Edwin García (Pereira, Risaralda, Colombia; 10 de julio de 1982) es un exfutbolista colombiano, que se desempeñaba como defensa. Formó parte de diversos clubes del fútbol colombiano, siendo en Once Caldas donde conquistó la Copa Libertadores.

## Clubes
| Club              | País     | Año         |
| ----------------- | -------- | ----------- |
| Once Caldas       | Colombia | 2003-2004   |
| Millonarios       | Colombia | 2005        |
| Once Caldas       | Colombia | 2005-2006   |
| La Equidad        | Colombia | 2007        |
| Deportivo Pasto   | Colombia | 2008-2009   |
| Once Caldas       | Colombia | 2010        |
| Itagüí            | Colombia | 2011        |
| Deportivo Pereira | Colombia | 2012 - 2013 |

## Palmarés

### Campeonatos nacionales
| Título          | Club        | País     | Año  |
| --------------- | ----------- | -------- | ---- |
| Torneo Apertura | Once Caldas | Colombia | 2003 |
| Torneo Apertura | Once Caldas | Colombia | 2010 |

### Copas internacionales
| Título            | Club        | País     | Año  |
| ----------------- | ----------- | -------- | ---- |
| Copa Libertadores | Once Caldas | Colombia | 2004 |